# Ballads for Two
Ballads for Two ist ein Album des Trompeters Chet Baker und des Vibraphonisten Wolfgang Lackerschmid. Das Album wurde 1979 aufgenommen und unter der Plattenfirma Sandra Music Production veröffentlicht. 2018 erschien eine Neuauflage beim Label Dot Time.

## Hintergrund
Die beiden Musiker setzten ihre Kooperation im November 1979 mit dem Inak-Album Chet Baker / Wolfgang Lackerschmid fort, an dem auch Larry Coryell, Buster Williams und Tony Williams beteiligt waren.

## Titelliste
- Chet Baker / Wolfgang Lackerschmid: Ballads for Two (Sandra Music Productions – SMP 2102)[4]

1. Blue Bossa (Kenny Dorham) – 3:51
2. Five Years Ago – 3:49
3. Why Shouldn’t You Cry – 4:44
4. Dessert (Wolfgang Lackerschmid, Chet Baker) – 6:58
5. Softly, as in a Morning Sunrise (Sigmund Romberg, Oscar Hammerstein II) – 6:10
6. You Don’t Know What Love Is (Gene De Paul, Don Raye) – 7:53
7. Waltz for Susan – 3:53

Alle Kompositionen stammen von Wolfgang Lackerschmid außer die gekennzeichneten.

## Rezeption
Bob Rusch vergab an das Album in Allmusic vier (von 5) Sterne und meinte, dies sei eine Platte, die weniger Rhythmus als vielmehr Klangfarbe, Tonhöhe und Nachhall betone. Dies wäre auch ein avantgardistischer Chet Baker ohne Spielereien, der nur Interesse daran hatte, sich weiterzuentwickeln, zu erfinden und zu kreieren. Im Ergebnis sei es auch eine „sehr schöne Kreativität; Kunst um der Kunst Willen. Wolfgang Lackerschmid spielte Vibraphon in einer Art und Weise, die Red Norvo und Gary Burton mehr zu verdanken hat als Milt Jackson, und erwies sich in seinem Auf und Ab mit dem Trompeter als Schöpfer und Künstler. Bravos für beide Künstler.“
Richard Cook und Brian Morton bewerteten die Aufnahmen im Penguin Guide to Jazz mit drei (von vier) Sternen und urteilten, die Duosession sei „nett, aber nicht mehr“.
Der amerikanische Jazzkritiker Jackson Sinnenberg, der die Wiederveröffentlichung für JazzTimes rezensierte, stellte fest, dass das Album klinge, als käme es aus einer anderen Zeit. „Die Platte ist von einer Gelassenheit durchdrungen, einer Abgeklärtheit, die aus einer inneren Logik geboren ist, die sich sowohl willkommen als auch fremd anfühlt in einer Welt, die von Angst, Tod und dem Zusammenbruch demokratischer Normen und Institutionen sowie (potenziell) des Jazz-Ökosystems beherrscht wird.“